# Lola Kirke
Lola Kirke (Londres, 27 de septiembre de 1990) es una actriz británica-estadounidense, conocida por su papel de Hailey Rutledge en la serie Mozart in the Jungle.

## Biografía y carrera
Se crio en la ciudad de Nueva York desde la edad de cinco años. Ella es la hija de Simon Kirke, el exbaterista de las bandas de rock Bad Company y Free. Su madre es Lorraine (apellido de soltera Dellal) Kirke, su madre es dueña de Geminola, una tienda de ropa en la ciudad de Nueva York, la tienda suministraba el vestuario para la serie de televisión Sex and the City.
Su abuelo materno, Jack Dellal, era un hombre de negocios británico de origen judío iraquí, y su abuela materna era israelí. tiene dos hermanas, Jemima y Domino. Lola es prima del comisario Alexander Dellal y de la modelo Alice Dellal. Ella se graduó de la Universidad Bard en 2012.
HA estado en diferentes series de televisión y en diversas películas, su primera serie fue en La ley y el orden, donde fue una estrella invitada con el papel de Gabby Shaw. Actuó en películas como Mistress America en el papel de Tracy; actualmente está en la serie para FOX Life de  Amazon llamada Mozart in the Jungle, compartiendo protagónico con el actor mexicano, Gael García Bernal. Obtuvo un papel secundario en la película de David Fincher, Perdida, actuando al lado de Ben Affleck y Rosamund Pike.
Se espera su mayor participación en la puesta cinematográfica de la adaptación del primer libro de Oscuros (en inglés Fallen), aún sin fecha de estreno, donde estará al lado de Addison Timlin y Jeremy Irvine, con la actuación especial de Joely Richardson.
2017. Protagoniza el film "Gemini", junto a Zöe Kravitz, dirigido por Aaron Katz.

## Filmografía
| Año  | Película              | Personaje    | Notas          |  |
| ---- | --------------------- | ------------ | -------------- |  |
| 2011 | Another Happy Day     | Charlie      |                |  |
| 2013 | Reaching for the Moon | Margaret     |                |  |
| 2014 | Free the Nipple       | Liv          |                |  |
| 2014 | Song One              | Rema         |                |  |
| 2014 | Perdida               | Greta        |                |  |
| 2015 | Mistress America      | Tracy        |                |  |
| 2016 | AWOL                  | Joey         |                |  |
| 2016 | Oscuros               | Penn         |                |  |
| 2017 | American Made         | Judy Downing | Posproducción  |  |
| 2018 | Viper Club            | Amy          |                |  |
| 2019 | American Woman        | Yvonne       |                |  |
| 2019 | Gone Hollywood        | Abbey Jinks  | Película de TV |  |
| 2019 | Untogether            | Tara Moore   |                |  |
| 2020 | Chicas perdidas       | Kim          |                |  |
| 2021 | Broken Diamonds       | Cindy        |                |  |

## Televisión
| Año       | Título                            | Personaje       | Notas             |
| --------- | --------------------------------- | --------------- | ----------------- |
| 2013      | Law & Order: Special Victims Unit | Gabby Shaw      | Estrella invitada |
| 2014      | The Leftovers                     | Hailey          | Estrella invitada |
| 2014-2018 | Mozart in the Jungle              | Hailey Rutledge | Protagonista      |